# 布雷顿森林体系
布列敦森林制度（英語：Bretton Woods system）是1944年7月至1973年間，世界上大部分國家加入以美元作為國際貨幣中心的貨幣制度。
布列敦森林協定對各國就貨幣的兌換、國際收支的調節、國際準備資產的構成等問題共同作出的安排所確定的規則、採取之措施及相應組織機構形式的總和。該協定源自1944年7月，44個國家的代表在美國新罕布夏州布列敦森林公園內的华盛顿山宾馆召開聯合國和盟國貨幣金融會議，其會議稱為“布列敦森林會議”。這次會議通過了《聯合國貨幣金融協議最後決議書》、《國際貨幣基金組織協定》和《國際復興開發銀行協定》兩個附件，總稱《布列敦森林協定》（英語：Bretton Woods Agreements，或譯為布列敦伍茲協定、布列敦伍德協定）。
布列敦森林制度正式形成，但卻因為多次爆發美元危機與美國經濟危機、制度本身不可解決的矛盾性，布列敦森林制度於1973年宣告結束。

## 歷史

### 開始
第一次世界大戰開始後，國際貿易進行大受影響，致使各國在將其貨幣兌換黃金時，發生困難，造成金本位制度崩潰。1929年又發生經濟大蕭條，再來于1939年爆發第二次世界大戰。為了加強國際經濟合作，重建國際貨幣秩序，恢復國際貿易的自由進行，1944年7月，44個國家的代表在美國新罕布什爾州布列敦森林的華盛頓山旅館舉行聯合國貨幣金融會議，以建立國際貨幣與金融交易的標準和討論戰後重建問題。

### 結束
- 20世紀50至60年代，歐洲多國經濟漸復甦，認為固定匯率對自己國家不利，於是開始利用制度換取較為保值的黃金。美國的黃金儲備開始流失，迄今為止，美國已流失了其三分之二的黃金儲備（美國原占有全球黃金儲備的75%），但美國至今還是全球第一黃金儲備大國。
- 20世紀60至70年代，爆發多次美元危機，其後以1971年12月「史密松寧協定」為標誌美元對黃金貶值，同時美國聯準會拒絕向他國的中央銀行出售黃金，美元與黃金掛鈎的體制至此名存實亡。[5]

1973年2月，美元進一步貶值，世界各主要貨幣由於受投機商衝擊被迫實行浮動匯率制度，布列敦森林制度至此完全崩潰。但直至1976年國際社會間才達成了以浮動匯率合法化、黃金的非貨幣化等為主要內容的「牙買加協定」。
布列敦森林制度崩潰以後，國際貨幣基金組織和世界銀行作為重要的國際組織仍得以繼續存在至今，並發揮重要的國際作用。布列敦森林制度的結束，也導致了今日美元與黃金的常態的反比例走向狀況，除特殊情況導致同升同跌外。

## 協定內容
- 成立世界銀行又稱國際復興開發銀行（IBRD-International Bank for Reconstruction and Development）功能乃從事對歐洲重建的貸款事宜，並且幫助這些國家處理未來可能遭遇的財政問題，並幫助低度發展的經濟體系合併成為世界性資本經濟體，且其他功能是擔保或供給會員國長期貸款，以促進會員國資源的開發和國民經濟的發展，促進國際貿易長期均衡的增長及國際收支平衡的維持。[6]
- 成立國際貨幣基金組織（International Monetary Fund簡稱IMF）。其組織根據1944年7月四十四個國家在美國布列敦森林達成的「國際貨幣基金協定」（International Monetary Fund Agreement），於1946年2月正式成立，3月開始正常運作，其主要是以美國懷特方案為基礎，採取「基金制」，它對於會員國具有資金融通、提供資料及建議、規劃匯率與外匯管制措施，以促進世界經濟發展的多種功能，且可以在國際間就貨幣事務進行共同商議，為成員國的短期國際收支的逆差提供信貸支持。國際貨幣基金組織成立的宗旨在於建立一個永久性的國際貨幣合作機構，促進國際貨幣合作，以維持匯率的安定，擴展國際貿易，提高就業水平與實質國民所得，並以資金供給會員國調節國際收支的暫時性不平衡，而後來並增列減輕貧困之目標。[7]

「布列敦森林制度」建立了兩大國際金融機構，即國際貨幣基金組織和世界銀行，前者負責向成員國提供短期資金借貸，目的為保障國際貨幣體系的穩定；後者提供中長期信貸來促進成員國經濟復甦。
- 取消經常帳戶交易的外匯管制。
- 實施「固定匯率」使美元與黃金掛鈎，使成員國貨幣和美元掛鈎，實行可調整的固定匯率制度（即35美元兌換一盎司黃金）。

#### 美國作為國際準備貨幣發行國的責任
美國的基本責任有兩點：
1. 聯準會保證美元按照官價兌換黃金，維持協定成員國對美元的信心。
2. 提供足夠的美元作為國際清償手段。

### 優點
1. 建立了以美元和黃金掛鈎和固定匯率制度，結束了混亂的國際金融秩序，為國際貿易的擴大和世界經濟增長創造了有利的外部條件。
2. 美元作為國際準備貨幣和國際清算手段，彌補了黃金的不足，提高全球的購買力，促進了國際貿易和跨國投資。

### 缺點
1. 美元供給過多則不能保證全部都能兌換黃金，供給不足則國際清償手段不足，此即特里芬兩難。
2. 美元的清償能力和對美元的信心構成矛盾，表現為美元的國際準備貨幣地位和國際清償力的矛盾、國際準備貨幣發行國與非國際準備貨幣發行國之間政策協調的不對稱性以及固定匯率制下內外部目標之間的兩難選擇等。
3. 其他各國中央銀行需要有足夠的國際準備金以干預匯率，因而喪失貨幣市場的自主性，國內經濟容易受到國際景氣波動的干擾。
4. 匯率體制僵硬，無法通過匯率浮動自動實現國際收支平衡，調節國際收支失衡的責任主要落在非國際準備貨幣發行國一方，犧牲了它們的經濟發展。國際貨幣基金可對國際收支發生逆差或國際準備流失的國家，促其採緊縮政策或貶值措施；但對國際收支有盈餘的國家，國際貨幣基金卻無法要求他們採取擴張性政策或升值措施。例子如：美國。在布列敦森林協議下，每盎司黃金固定兌換35美元，即使美元價值被高估亦不得貶值。當美國在1960年代為降低國內失業而採取寬鬆性貨幣政策，導致美元被高估的基本失衡。但由於國際收支盈餘國家不願意升值，布列敦森林協議機制並無法調整，到了1960年代時美國出現了巨額的國際收支逆差，外國中央銀行乃持有大量美元，且美元與黃金的兌換性逐漸遭受懷疑，導致各國中央銀行將持有的美元兌換成美國的黃金準備，使得美元的黃金準備存量逐漸減少，並造成晚期黃金的搶購熱潮。
5. 只能適用於當時戰後的經濟結構，無法適應於經濟結構改變的全球情況。

## 後布列敦時代

### 歷史
1960～70年代爆發多次美元危機，1971年12月，美國總統尼克森頒布法令，宣布美國聯準會拒絕向國外中央銀行出售黃金，至此美元與黃金掛鉤的體制名存實亡，被稱作「尼克森衝擊」。1973年2月美元進一步貶值，世界各主要貨幣受投機客打擊被迫實行浮動匯率制，至此布列敦森林制度完全崩潰。全球主要貨幣進入全面自由浮動的時代，亦稱為「後布列敦森林時代」。

### 特點
後布列敦時代的全球貨幣金融體制有三個特色
1. 美元發行後不再跟黃金兌換有掛勾，意味著拋棄原布列敦森林制度的黃金美元本位。
2. 美元與各國的貨幣的兌換匯率不再採固定匯率制，而是改採「管理浮動匯率制度」。
3. 美元依然是世界貨幣體系的基準，因為美國在全球經濟面上，還是一個強大的經濟體，所以仍舊維持美元體系。（補充：在1971年的尼克森震撼後，全球的貨幣市場在70年代末期又再遭遇到兩次的石油危機、惡性通膨、匯率大幅波動，結果引發世界經濟的嚴重衰退。在當時，法國曾經批判‘美元獨佔龍頭’不合理的貨幣地位，但这个假说经过多方研究并没有获得证据支持[8]。另外，因其他國家始終找不到可解決現況的替代方案，所以只好將就接受美元仍為世界貨幣體系的基準，此基準也一直沿用到今日。）[9]

### 影響
因為美元不需再與黃金存量有任何掛勾，所以後布列敦森林體制解決了美國黃金存量漸漸不足的窘境，美國不再需要流出黃金便能發行美元，而且在布列敦森林體制下，隨著各國的經濟規模擴大，美元必須被動的增加它的發行量去因應，但釋出美元也就等於流出黃金，只會讓原本就面臨黃金存量不足的情況更持續惡化，而後布列敦時代時，美國要發行美元不再需要跟各國經濟規模同步，甚至可以有「主動」超額發行貨幣的空間，所以造成美元的發行被形容成有如脫韁的野馬，甚至擴大了原本全球美元體制的缺陷。

## 固定匯率
第二次世界大戰起，美國已成為全世界最強大的經濟體，且擁有世界黃金的大部分存量，故布列敦森林協議中，美元正式取代黃金的地位（稱金本位），以每盎司黃金兌換35美元，將美元轉換為黃金作基礎，但僅限外國政府及中央銀行。

### 歷史

#### 開始
布列敦森林制度下的固定匯率制，是將國際貨幣系統建立在一個與黃金固定的交換標準上，透過將美元與黃金維持在一個固定的比例（一英兩黃金定價為三十五美元），每個會員國的貨幣價格也都與美元（也就是與黃金維持）一定的比例，如此來決定各國匯率。實質上是一種可調整的釘住匯率制，它兼有固定匯率與彈性匯率的特點，允許各國的匯率在一定的小範圍內浮動，而在短期內匯率須保持穩定，類似金本位制度下的固定匯率制﹔但它又允許在一國國際收支發生根本性不平衡時可以隨時調整，這一點又類似彈性匯率，但一旦決定下來就不能隨意更改，若當本國的貨幣浮動會超過或威脅到此一範圍，則本國的中央銀行必須出面干預，以使匯率維持在穩定的水準，即是透過各國中央銀行藉著購買或出售美元兌換其本國通貨以維持匯率在一定水準之上，固定匯率的基礎係藉由各國中央銀行透過對外匯市場的干預（買賣美元）來達成。

#### 崩潰
在歐洲經濟體系復甦後，美國的國際收支平衡變成赤字。一直到1958年以後赤字就漸漸的擴大再加上到了60年代末期，匯率的浮動，變的越來越明顯，所以固定匯率有開始鬆動的跡象。後來由於美國長期的貿易逆差，導致黃金大量外流，1971年8月15日，美國總統尼克森宣布美元貶值和美元停兌黃金，布列敦森林制度崩潰，已名存實亡，被稱作「尼克森衝擊」，但由於美元仍是關鍵貨幣，任由美元浮動將嚴重破壞國際金融秩序，因此美國與各主要工業國家先後舉行一連串的雙邊及多邊會議，直到1971年12月十國集團達成了「史密森协定」，宣布美元貶值，由1盎司黃金等於35美元調整到38美元，匯兌平價的幅度由1%擴大到2.5%，但英國於1972年棄守英鎊維持固定定平價的義務，使得由史密森協議發生動搖。但到1973年2月，美元第二次貶值，日本宣佈，日圓實施浮動匯率，而到了3月，歐洲國家及其他主要資本主義國家，例如：西德、法國、比利時、荷蘭、盧森堡與丹麥六國紛紛退出固定匯率制，這時，對主要國家而言，國際金融體系已算是進入浮動匯率制度，固定匯率制徹底瓦解。
理論上，在浮動匯率制度的運作下，匯率應該完全由外匯市場的供給與需求來決定。不過，因為一國匯率升貶與經濟貿易及其資本移動有密切的關係。所以，即使是實施浮動匯率制度，各國中央銀行仍不可能完全放棄對匯率的控制，而中央銀行於必要時，仍可加以干預或調整的「管理浮動匯率制度」（The Managed Float Exchange Rate System）。

### 對美國的影響
因美國在戰爭時對戰爭物資需求的增加，刺激了生產力，因此大戰結束時美國擁有全世界70%的黃金儲存量，美國向其他國家承諾他國央行可隨時將持有的美元以三十五美元向美國兌換一英兩黃金。由於美元的價值與黃金交換比率固定下來，又可隨時兌換為黃金，因此美元就取代黃金，變成國際貿易中主要的交換媒介。美元變成了世界貨幣，從而促使美國資本家在戰後到全世界各地展開大規模投資。

### 各國於此時期的固定匯率
以下日期為該匯率發佈之日; "*"表示IMF提供的浮動匯率

#### 英鎊
英國於1972年棄守英鎊維持固定定平價的義務。
| 日期           | # 英鎊兌1美元 |
| -------------- | ------------- |
| 1945年12月17日 |               |
| 1949年9月18日  | 1/2.8 = 0.36  |
| 1967年11月17日 | 1/2.4 = 0.42  |

#### 法國法郎
1973年3月，歐洲國家及其他主要資本主義國家，例如：西德、法國、比利時、荷蘭、盧森堡與丹麥六國紛紛退出固定匯率制。
| 日期           | # 法郎兌1美元 | Note                  |
| -------------- | ------------- | --------------------- |
| 1945年12月7日  | 119.11        | 1英鎊 = 480法郎       |
| 1948年12月26月 | 214.39        | 1英鎊 = 864法郎       |
| 1948年10月18日 | 263.52        | 1英鎊 = 1062法郎      |
| 1949年4月27日  | 272.21        | 1英鎊 = 1097法郎      |
| 1949年9月20日  | 350           | 1英鎊 = 980法郎       |
| 1957年8月10日  | 420           | 1英鎊 = 1176法郎      |
| 1958年12月17日 | 493.71        | 1法郎 = 1.8毫克黃金   |
| 1960年1月1日   | 4.9371        | 1新法郎 = 100舊法郎   |
| 1968年8月10日  | 5.48          | 1新法郎 = 162毫克黃金 |

#### 意大利里拉
1973年3月，歐洲國家及其他主要資本主義國家，例如：西德、法國、比利時、荷蘭、盧森堡與丹麥六國等等紛紛退出固定匯率制
| 日期           | # 里拉兌1美元 | 備註 |
| -------------- | ------------- | ---- |
| 1946年1月4日   | 225           |      |
| 1946年3月26日  | 509           |      |
| 1947年1月7日   | 350           |      |
| 1947年11月28日 | 575           |      |
| 1949年9月18日  | 625           |      |

#### 西班牙比塞塔
| 日期           | # 比塞塔兌1美元 | 備註                                       |
| -------------- | --------------- | ------------------------------------------ |
| 1959年7月17日  | 60              |                                            |
| 1967年11月20日 | 70              | 與英鎊貶值                                 |
| 1998年12月31日 | 142.734*        | 比塞塔最後一日流通，1999年1月4日起改用歐元 |

備註：2007年GDP為$1.361萬億美元 （页面存档备份，存于）

#### 荷蘭盾
1973年3月，歐洲國家及其他主要資本主義國家，例如：西德、法國、比利時、荷蘭、盧森堡與丹麥六國紛紛退出固定匯率制。
| 日期           | # 荷蘭盾兌1美元 | 備註 |
| -------------- | --------------- | ---- |
| 1945年12月27日 | 2.652           |      |
| 1949年9月20日  | 3.8             |      |
| 1961年3月7日   | 3.62            |      |

#### 比利時法郎
1973年3月，歐洲國家及其他主要資本主義國家，例如：西德、法國、比利時、荷蘭、盧森堡與丹麥六國紛紛退出固定匯率制。
| 日期          | # 比利時法郎兌1美元 | 備註 |
| ------------- | ------------------- | ---- |
| 1945年9月7日  | 43.77               |      |
| 1946年        | 43.8725             |      |
| 1949年9月21日 | 50                  |      |

#### 希臘德拉克馬
| 日期           | # 希臘德拉克馬兌1美元 | 備註                                             |
| -------------- | --------------------- | ------------------------------------------------ |
| 1954年         | 30                    |                                                  |
| 1998年12月31日 | 281.821*              | 希臘德拉克馬最後一日流通，1999年1月4日起改用歐元 |

備註：2007年GDP為$0.327萬億美元 （页面存档备份，存于）

#### 瑞士法郎
| 日期           | # 瑞士法郎兌1美元 | 備註                |
| -------------- | ----------------- | ------------------- |
| 1947年12月27日 | 4.30521           | 1英鎊=17.35瑞士法郎 |
| 1949年9月      | 4.375             | 1英鎊=12.25瑞士法郎 |
| 1998年12月31日 | 1.377*            | 1英鎊=2.289瑞士法郎 |
| 2008年12月5日  | 1.211*            | 1英鎊=1.778瑞士法郎 |

備註：2007年GDP為$0.303萬億美元 （页面存档备份，存于）

#### 丹麥克朗
1973年3月，歐洲國家及其他主要資本主義國家，例如：西德、法國、比利時、荷蘭、盧森堡與丹麥六國紛紛退出固定匯率制。
| 日期          | # 丹麥克朗兌1美元 | 備註       |
| ------------- | ----------------- | ---------- |
| 1945年8月     | 4.8               |            |
| 1949年9月19日 | 6.91              | 與英鎊貶值 |
| 1967年9月21日 | 7.5               |            |

#### 芬蘭馬克
| 日期           | # 芬蘭馬克兌1美元 | 備註                                         |
| -------------- | ----------------- | -------------------------------------------- |
| 1945年10月17日 | 136               |                                              |
| 1949年7月5日   | 160               |                                              |
| 1949年9月19日  | 230               |                                              |
| 1957年9月15日  | 320               |                                              |
| 1963年1月1日   | 3.2               | 1新芬蘭馬克=100舊芬蘭馬克                    |
| 1967年10月12日 | 4.2               |                                              |
| 1998年12月31日 | 5.084*            | 芬蘭馬克最後一日流通，1999年1月4日起改用歐元 |

備註：2007年GDP為$0.188萬億美元 （页面存档备份，存于）

#### 日圓
1973年2月，美元第二次貶值，日本宣布，日圓實施浮動匯率，即不再實施固定匯率。
| 日期          | # 日圓兌1美元 |
| ------------- | ------------- |
| 1946年8月     | 15            |
| 1947年3月12日 | 50            |
| 1948年7月5日  | 270           |
| 1949年4月25日 | 360           |
| 1971年7月20日 | 308           |

## 延伸閲讀
- Van Dormael, A.; Bretton Woods : birth of a monetary system; London MacMillan 1978
- Michael D. Bordo and Barry Eichengreen; A Retrospective on the Bretton Woods System: Lessons for International Monetary Reform; 1993
- Harold James; International Monetary Cooperation Since Bretton Woods; Oxford University Press, USA 1996
- Benn Steil: The Battle of Bretton Woods: John Maynard Keynes, Harry Dexter White, and the Making of a New World Order; Princeton University Press, 2013

## 外部連結
- Donald Markwell, John Maynard Keynes and International Relations: Economic Paths to War and Peace （页面存档备份，存于）, Oxford University Press, 2006
- Gavin, F. J. . Diplomatic History. 2002, 26 (1): 61–94. doi:10.1111/1467-7709.00300.
- International Financial Stability (PDF) by Michael Dooley, PhD, David Folkerts-Landau and Peter Garber, Deutsche Bank (October 2005)
- "Bretton Woods System" （页面存档备份，存于）, prepared for the Routledge Encyclopedia of International Political Economy by Dr. B. Cohen
- Dollar Hegemony by Henry C.K. Liu
- Proceedings and Documents of the United Nations Monetary and Financial Conference, Bretton Woods, New Hampshire,  1–22 July 1944
- Documents relating to the Bretton Woods Conference and Bretton Woods Agreement Act, on FRASER